# کوکاکولا لایف
کوکا کولا لایف یک نوشیدنی کولا از نوع رژیمی است که در سال ۲۰۱۳ در آرژانتین و شیلی تولید شد.
کوکا کولا لایف در سال ۲۰۱۴ وارد بازار بریتانیا٬ آمریکا و اروپا شده و تا امروز در بسیاری از بازارهای جهان پخش شده‌است.